# Чепмен, Сидни
Сидни Чепмен (англ. Sydney Chapman; 1888—1970) — английский математик, геофизик и астроном.

## Биография
Получил образование в Манчестерском (1907) и Кембриджском (1911) университетах. Профессор Манчестерского университета (1919—1924), Имперского колледжа в Лондоне (1924—1946) и Оксфордского университета (1946—1953). Президент Лондонского математического общества (1929—1931), Королевского метеорологического общества (1932—1934), Международной метеорологической ассоциации (1936—1948), Лондонского физического общества (1949—1950). Председатель Комитета Международного геофизического года (1953—1959).
На протяжении многих лет вёл исследования и преподавал в учебных заведениях по всему миру, включая Университет Аляски в Фэрбанксе, Колорадский университет, вузы Стамбула, Каира, Праги и Токио.
В период с 1951 по 1970 годы в качестве приглашеного научного директора Института геофизики Университета Аляски ежегодно проводил по три месяца на Аляске для наблюдения полярных сияний.
Член Лондонского королевского общества (1919), член Королевского общества Эдинбурга (1953), член Национальной академии наук США (1946), Шведской Королевской академии наук, Норвежской академии наук, Финской академии науки и литературы.
Скончался в Боулдере в возрасте 82 лет.

## Вклад в науку

### Математика
В области математики основные работы Чепмена посвящены стохастическим процессам, особенно марковским процессам. В исследовании марковских вероятностных процессов и их обобщений, Чепмен и советский математик Колмогоров независимо развивали набор уравнений.

### Астрономия и геофизика
В области астрономии и геофизики работы Чепмена посвящены солнечно-земной физике, исследованиям ионосферы и геомагнетизму.
В 1919 разработал теорию дрейфовых токов (теорию лунно-суточной вариации геомагнитного поля). В 1930 разработал первую фотохимическую теорию образования озона, в 1931 — теорию образования электронных слоев ионосферы. Большое внимание уделял исследованиям солнечного ветра, развил теорию об испускаемых Солнцем корпускулярных потоках и на её основе предложил теорию геомагнитных бурь и полярных сияний (теория Чепмена-Ферраро, 1931—1932). Изучал свечение ночного неба, исследовал влияние рентгеновского излучения полярных сияний на ионизацию нижних слоев ионосферы, приводящую к поглощению радиоволн. В 1957 исследовал протяжённость солнечной короны и изучил влияние корпускулярного излучения Солнца на тепловой режим земной атмосферы.
В кинетической теории газов предложил методы решения кинетического уравнения Больцмана. Предсказал (независимо от Д. Энскога) и экспериментально обнаружил в 1917 (вместе с Ф. Дутсоном) термодиффузию в газах. Вывел кинетическое уравнение для разреженных газов (уравнение Чепмена — Энскога).

## Награды
- Бейкеровская лекция, 1931
- Королевская медаль, 1934
- Кельвиновская лекция, 1941
- Медаль де Моргана Лондонского математического общества, 1944
- Золотая медаль Королевского астрономического общества, 1949
- Премия Фельтринелли, 1956
- Медаль Уильяма Боуи[англ.], 1962
- Медаль Копли, 1964

В его честь назван кратер на Луне и здание в кампусе Университета Аляски в Фэрбанксе, где расположена постоянная резиденция Института геофизики Университета Аляски.
Королевское астрономическое общество учредило медаль его имени за выдающиеся достижения в области геофизики.

## Публикации
- Geomagnetism, v. 1—2, Oxf., 1940 (совм. с J. Bartels); в рус. пер. — Математическая теория неоднородных газов, M., 1960 (совм. с T. Каулингом);
- Атмосферный водород и тепловой баланс в высоких слоях ионосферы, в кн.: На пороге в космос, M., 1960; Атмосферные приливы, M., 1972 (совм. с P. Линдзеном);
- Солнечно-земная физика, ч. 1—2, M., 1974—75 (совм. с С. И. Акасофу).